# Koridor Chang'an-Tianshan
Koridor Chang'an-Tianshan je mreža putova na putu svile koji se oko 5.000 km protežu od drevne kineske prijestolnice dinastija Han i T'ang, Chang’ana/Luoyanga (danas Xi'an, Shaanxi, Kina), do srednjoazijske pokrajine Zhetysu na gorju Tanšan (Kirgistan i Kazahstan).
Nastao je od 2. stoljeća pr. Kr. do 1. stoljeća i ostao u upotrebi sve do 16. stoljeća, povezujući civilizacije i omogućujući dalekosežnu razmjenu u trgovanju, vjerskim uvjerenjima, znanstvenim otkrićima, tehnološkim inovacijama, kulturnim običajima i umjetnostima.
Mreža putova od Xi'an do gorja Tanšan, poznata kao „Koridor Chang'an-Tianshan”, je upisana na UNESCO-ov popis mjesta svjetske baštine u Aziji 2014. godine. Zaštićeno je 33 lokaliteta, uključujući kao najvažnije gradove i njihove komplekse palača, različitih carstava i kanskih kraljevstava, trgovačkih nastamba, budističkih špiljskih hramova, drevnih staza, odmarališta, pašnjaka, promatračkih tornjeva, dijelova Kineskog zida, utvrda, grobnica i vjerskih građevina:
1. Središnja Kina - Drevne carske prijestolnice u Središnjoj i Guanzhong ravnicama Kine:
1. Grad Luoyang, prijestolnica od istočnog Hana do sjeverne dinastije Wei, Luoyang, provincija Henan
2. Dingding vrata, prijestolnica dinastija Sui i Tang, Luoyang, Henan
3. Longmen špilje (otprije svjetska kulturna baština), Luoyang, Henan
4. Hangu prijelaz, Lingbao, Henan
5. Shihao dio Xiaohan puta, Xin'an županija, Henan
6. Weiyang palača, Xi'an, Shaanxi
7. Daming palača, Xi'an, Shaanxi
8. Velika pagoda divlje guske, Xi'an, Shaanxi
9. Mala pagoda divlje guske, Xi'an, Shaanxi
10. Xingjiao hram, Xi'an, Shaanxi
11. Špiljski hram županije Bin, Bin županija, Shaanxi
12. Grobnica Zhang Qiana, Chenggu županija, Shaanxi
13. Kompleks špiljskog hrama Maijishan, Tianshui, Gansu

- Longmen špilje
- Obnovljena Daming palača, Xi'an
- Velika pagoda divlje guske, Xi'an
- Grobnica Zhang Qiana, Chenggu
- Špiljski hramovi brda Maijishan

2. Hexi koridor u provinciji Gansu, povezujući središnju Kinu i Xinjiang:
1. Špiljski hramski kompleks Bingling, Yongjing županija, Linxia Hui autonomna prefektura, provincija Gansu
2. Prijelaz Yumen, Dunhuang, Gansu
3. Xuanquanzhi pošta, Dunhuang, Gansu
4. Mogao špilje (već upisane na popis svjetske baštine), Dunhuang, Gansu
5. Ruševine grada Suoyanga, Anxi, Gansu

3. Sjeverno i južno gorje Tianshan u autonomnoj kineskoj pokrajini Xinjiang
1. Ruševine grada Qocho (Gaochang), Turpan, Xinjiang
2. Ruševine grada Jiaohe (Yar grad Bashbaliqa), Turpan, Xinjiang
3. Ruševine grada Beshbalika, Jimsar županija, Xinjiang
4. Kizil Gaha Beacon Tower, Kuqa, Xinjiang
5. Špilje Kizil, Kuqa, Xinjiang
6. Ruševine budističkog hrama Subasha, Kuqa, Xinjiang

- Špiljski hramski kompleks Bingling
- Vrata žada prijelaza Yumen, Dunhuang
- Mogao špilje
- Špilje Kizil, Xinjiang
- Ruševine Gaochanga, Xinjiang
- Ruševine grada Jiaohea, Xinjiang

4. Zhetysu Regija dolina Ili i Talas u Kazahstanu i dolini Chuy u Kirgistanu:
1. Prostor Kayalyk, Almaty provincija, Kazahstan
2. Karamergen, Almaty, Kazahstan
3. Talgar, Almaty, Kazahstan
4. Aktobe, pokrajina Jambyl, Kazahstan
5. Kulan, Jambyl, Kazahstan
6. Akyrtas, Jambyl, Kazahstan
7. Ornek, Jambyl, Kazahstan
8. Kostobe, Jambyl, Kazahstan
9. Suyab (loklaitet AK-Beshim), Chuy pokrajina, Kirgistan
10. Grad Balasagun (lokalitet Burana), Chuy, Kirgistan
11. Grad Nevaket (lokalitet Krasnaya Rechka), Chuy, Kirgistan

## Vanjske poveznice
- UNESCO, Silk Road Sites in India (engl.)